# Robert Earl Keen
Robert Earl Keen (Houston, 11 gennaio 1956) è un cantautore statunitense.

## Discografia
Album in studio
- 1984 - No Kinda Dancer
- 1989 - West Textures
- 1993 - A Bigger Piece of Sky
- 1994 - Gringo Honeymoon
- 1997 - Picnic
- 1998 - Walking Distance
- 2001 - Gravitational Forces
- 2003 - Farm Fresh Onions
- 2005 - What I Really Mean
- 2009 - The Rose Hotel
- 2011 - Ready for Confetti
- 2015 - Happy Prisoner: The Bluegrass Sessions

Album dal vivo
- 1988 - The Live Album
- 1996 - No. 2 Live Dinner
- 2003 - The Party Never Ends
- 2004 - Live from Austin TX
- 2006 - Live at the Ryman
- 2008 - Marfa After Dark
- 2016 - Live Dinner Reunion

Raccolte
- 2006 - Best